# Josef Zemp

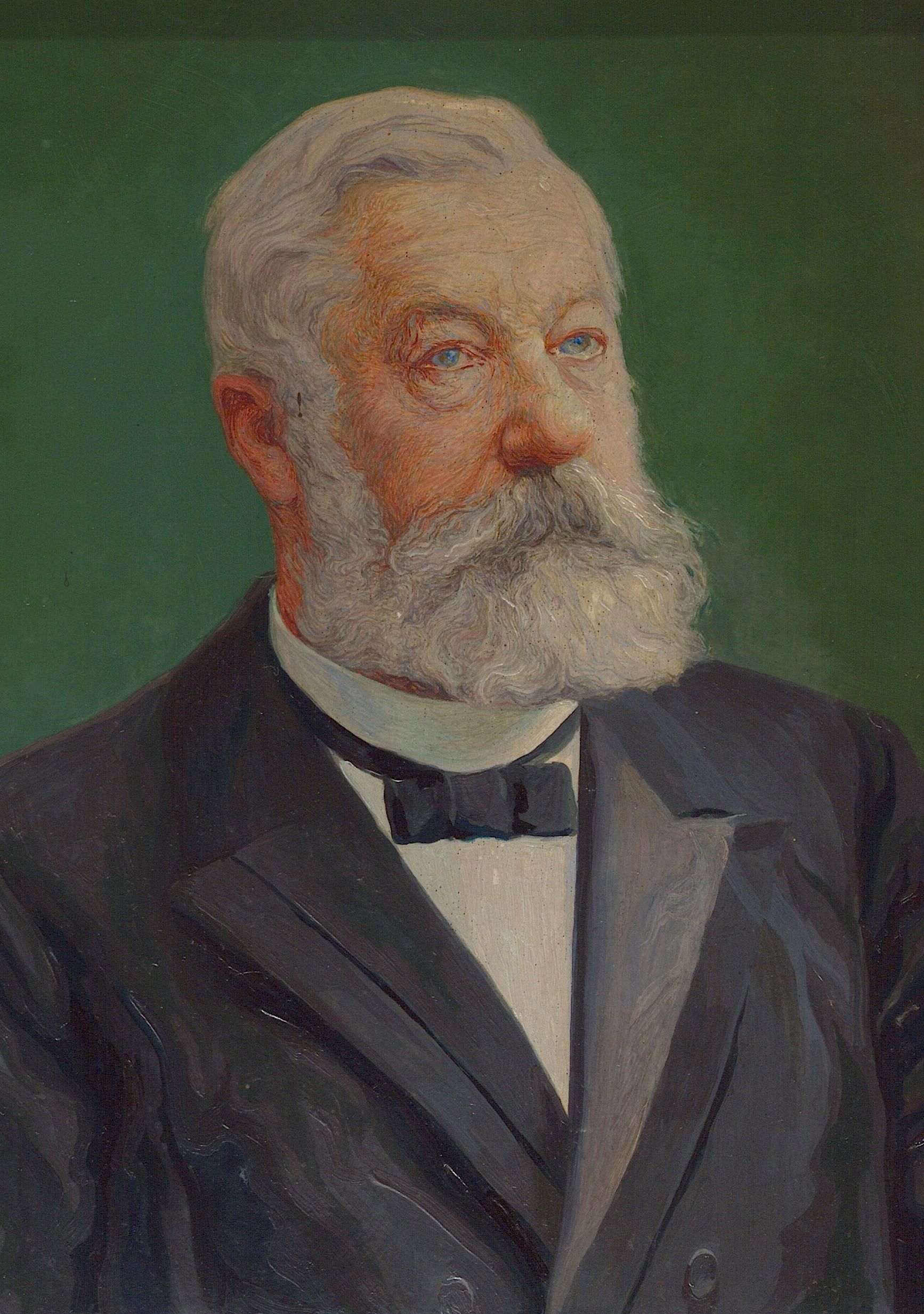
Josef Zemp (Porträtgalerie merkwürdiger Luzerner)

Josef Zemp (* 2. September 1834 in Entlebuch; † 8. Dezember 1908 in Bern; heimatberechtigt in Entlebuch) war ein Schweizer Politiker. Von 1863 bis 1891 gehörte er dem Grossen Rat des Kantons Luzern an, von 1871 bis 1872 dem Ständerat. Im Nationalrat sass er von 1872 bis 1876 sowie von 1881 bis 1891. Im Dezember 1891 wurde Zemp als erster Vertreter der Katholisch-Konservativen (der heutigen Mitte) in den Bundesrat gewählt. Er war das erste Mitglied der Schweizer Landesregierung, das nicht der bisher allein regierenden liberal-radikalen Fraktion angehörte. In seine Amtszeit fallen der Rückkauf privater Eisenbahngesellschaften und die Gründung der Schweizerischen Bundesbahnen.

## Biografie

### Studium und Kantonspolitik
Er war das älteste von elf Kindern des Krämers und Gerichtsschreibers Jost Zemp und von Maria Josefa Meier. Nach dem Besuch der Primar- und Sekundarschule in Entlebuch ging er ans Gymnasium in Luzern. Anschliessend studierte er Rechtswissenschaft an der Ruprecht-Karls-Universität in Heidelberg und an der Ludwig-Maximilians-Universität in München. Zemp gehörte der katholisch-konservativen Studentenverbindung AV Semper Fidelis Luzern an, 1857/58 amtierte er als Centralpräsident des Schweizerischen Studentenvereins. Nach seiner Promotion im Jahr 1859 kehrte er nach Entlebuch zurück und eröffnete dort eine Anwaltskanzlei. 1860 heiratete Zemp Philomena Widmer aus Emmen, aus dieser Ehe gingen 15 Kinder hervor. Im Alter von 28 Jahren wurde er 1863 in den Grossen Rat des Kantons Luzern gewählt und gehörte diesem als Mitglied der katholisch-konservativen Fraktion (der späteren Katholisch-Konservativen Volkspartei resp. der nachmaligen CVP) bis 1891 an.

### Bundespolitik
Im Januar 1865 kandidierte Zemp bei einer Nachwahl erstmals um einen Sitz im Nationalrat, unterlag aber im Wahlkreis Luzern-Süd deutlich dem Liberalen Josef Bucher. Der Grosse Rat bestimmte ihn im Juli 1871 zu einem der beiden Vertreter Luzerns im Ständerat, dem er aber nur knapp anderthalb Jahre lang angehörte. Bei den Nationalratswahlen 1872 wurde er oppositionslos im Wahlkreis Luzern-Südwest gewählt. Daraufhin war er von Dezember 1872 bis Oktober 1876 und erneut von Dezember 1881 bis Dezember 1891 Mitglied des Nationalrates (ein Nationalratsmandat besass damals höheres Prestige).
Zemp stieg im Parlament rasch zu einer der führenden Persönlichkeiten der katholisch-konservativen Opposition auf und war von 1880 bis 1885 deren Fraktionsvorsitzender. Zu Beginn der 1880er-Jahre versuchte er, die voneinander unabhängigen katholisch-konservativen Vereinigungen der einzelnen Kantone zu einer straffer geführten gesamtschweizerischen «Katholischen Union» zusammenzuführen, er scheiterte jedoch mit diesem Vorhaben an kantonalen Eigeninteressen (dies gelang erst 1912). Zusammen mit Johann Joseph Keel und Martino Pedrazzini forderte er 1884 in einer Motion eine Teilrevision der Bundesverfassung. Dies bedeutete eine Abkehr von der bisherigen, seit dem Kulturkampf vorherrschenden Obstruktionspolitik gegen den liberalen Bundesstaat und eine Hinwendung der Fraktion zu einem realpolitischen Kurs.
Der Kurswechsel zwang die radikal-liberale Koalition dazu, ihre Politik der Ausschliesslichkeit bei der Besetzung der höchsten Ämter auf Bundesebene aufzugeben und vermehrt Kompromisse zu suchen. So wurde Zemp 1887 als erster Vertreter der Katholisch-Konservativen zum Nationalratspräsidenten gewählt. Nachdem Volk und Stände am 6. Dezember 1891 den Rückkauf der Centralbahn deutlich abgelehnt hatten, trat Post- und Eisenbahnminister Emil Welti umgehend zurück. Die bisher allein regierenden Radikalen und Liberalen verhinderten eine Regierungskrise, indem sie den Katholisch-Konservativen einen Sitz im Bundesrat anboten und somit ihren Alleinvertretungsanspruch aufgaben. Daraufhin einigte sich die Fraktion auf Zemp als offiziellen Kandidaten. Am 17. Dezember erhielt er im ersten Wahlgang 129 von 154 gültigen Stimmen, auf vereinzelte Personen entfielen 25 Stimmen. Die Wahl Zemps in den Bundesrat zwang die Katholisch-Konservativen dazu, sich von der rein oppositionellen Politik loszusagen und Regierungsverantwortung zu übernehmen. Teile der Fraktion kritisierten den neuen Kurs scharf.

### Bundesrat
Zu Beginn des Jahres 1892 übernahm Zemp die Leitung des Post- und Eisenbahndepartements, obwohl er sich als Parlamentsmitglied gegen eine Verstaatlichung der Eisenbahn eingesetzt hatte. Als Regierungsmitglied vollzog er jedoch einen Sinneswandel, nachdem die Katholisch-Konservativen 1894 mit einer Volksinitiative gescheitert waren, mit der ein Teil der Zolleinnahmen an die Kantone hätte zugeteilt werden müssen. Er sah darin ein Signal, dass er von der streng föderalistischen Politik der Katholisch-Konservativen abrücken müsse. Ein von Zemp erarbeitetes Gesetz, welches das Rechnungswesen der Eisenbahnen regelte, überstand am 4. Oktober 1896 eine Referendumsabstimmung. Gegen das daraufhin beschlossene Rückkaufgesetz leistete der anti-etatistische Flügel der katholisch-konservativen Fraktion heftigen Widerstand und ergriff erneut das Referendum. Doch das Volk nahm am 20. Februar 1898 die Vorlage mit grosser Mehrheit an. Zemp meinte dazu: «Wir sind Föderalisten geblieben, aber wir sind Realpolitiker geworden und werden es bleiben.»
Damit war der Weg frei für die schrittweise Verstaatlichung der wichtigsten Privatbahnen. Caspar Decurtins beklagte sich, Zemp habe «seine ganze Vergangenheit vergessen» und sei «mit Sack und Pack in das radikale Lager hinübergezogen». Der Kritisierte liess sich davon nicht beirren und leitete die notwendigen Schritte ein, um die Schweizerische Centralbahn, die Schweizerische Nordostbahn, die Vereinigten Schweizerbahnen und die Jura-Simplon-Bahn in Staatsbesitz zu überführen. Schliesslich erfolgte am 1. Januar 1902 die Gründung der Schweizerischen Bundesbahnen. Ebenfalls 1902 war Zemp zum zweiten Mal Bundespräsident und übernahm für ein Jahr das Politische Departement (1895 war das sonst übliche Rotationsprinzip ausgesetzt worden). In sein Präsidialjahr fiel die Fertigstellung des Bundeshauses in Bern; ebenso musste er diplomatische Unstimmigkeiten mit Italien bewältigen, nachdem in einer Genfer Anarchistenzeitung ein anti-italienischer Artikel erschienen war.
In seinem angestammten Departement war Zemp auch für Post, Telefon und Telegrafen zuständig. Der technologische Fortschritt auf diesen Gebieten erforderte neue gesetzliche Vorschriften. Während 1894 die Einführung der Mitteleuropäischen Zeit kontrovers diskutiert wurde, war das 1907 beschlossene Bundesgesetz über die Organisation der Telefon- und Telegrafenverwaltung unbestritten. Unter Zemps Leitung entstanden zahlreiche repräsentative Postgebäude. Ebenso bereitete er die Revision des Postgesetzes vor, die jedoch erst 1910 unter seinem Nachfolger abgeschlossen werden konnte. Aus gesundheitlichen Gründen trat Zemp am 17. Juni 1908 zurück. Viereinhalb Monate später starb er im Alter von 74 Jahren.